# Les Rabbins volants
Les Rabbins Volants est un groupe de rock français créé en 1991, dont les membres, qui pratiquent le « Levy metal », sont habillés en rabbins. Présentés dans Rock & Folk comme « l'un des fleurons de la nouvelle tendance du rock français, le rock krétin » avec les Onkr et Les Silver d'Argent, ils sortent leur album, Yiddish surf !, en 1996. D'après Gilles Renault, « ils font, en onze morceaux le tour de tout ce qui se fait de suffisamment exalté pour pouvoir supporter le néant absolu comme le mauvais goût le plus radical ».

## Personnel
Le leader et chanteur est Gabriel Gaultier (Gabriel Lévy). À la basse, Éric Blanchard. À la guitare se succèdent Jean-Philippe Ruelle (Les Féroces Lapins), Jean-Christophe Royer et Jean-Michel Comte. À la batterie, Otto. Deux synthétiseurs rejoignent rapidement le groupe : Didier Couly et Didier Rey-Golliet (Roubinoff).
D'autres personnes font des apparitions plus ou moins éphémères : Mercier et son imitation du cri du cochon, le danseur disco, des choristes, le tétraplégique sauvé par l'amour du boudin, un harmoniciste, un clarinettiste klezmer, Alex Crément (Les Jalons) pour un remplacement de batteur, Rémy Lanselle et Jean-François Reiser dans les chœurs, etc.
- Chant : Gabriel Gaultier (également membre des groupes Anus et Onkr).
- Synthétiseur : Didier Couly (également membre des groupes Anus et Onkr), Didier Rey-Golliet dit Roubinoff (également membre des groupes Anus et Onkr).
- Basse : Éric Blanchard (également membre du groupe Onkr).
- Guitare : Jean-Michel Comte dit Arthur dit Laurent Laurent (également membre du groupe Onkr).
- Batterie : François Quéméré dit Otto (également membre du groupe Onkr).

## Coin, Coin!
Coin, Coin ! est un extrait de l'album d'abord décliné sous forme de clip diffusé sur M6. Les paroles de la chanson ont été détournées par Maurad, l'animateur de l'émission Liberté Égalité M.A.U.R.A.D. sur Europe 2, pour réaliser des canulars téléphoniques. La chanson a également été reprise dans une publicité télévisée pour France Télécom (Itinéris).